# Steve Franks
Steven Franks, detto Steve (Orange County, 21 settembre 1965), è un regista, sceneggiatore, produttore cinematografico, compositore e musicista statunitense.
Maggiormente conosciuto per aver scritto Big Daddy - Un papà speciale e per essere il creatore della serie televisiva Psych, Franks è attivo anche in ambito musicale in qualità di cantante e chitarrista dei Friendly Indians.

## Biografia

### Primi anni

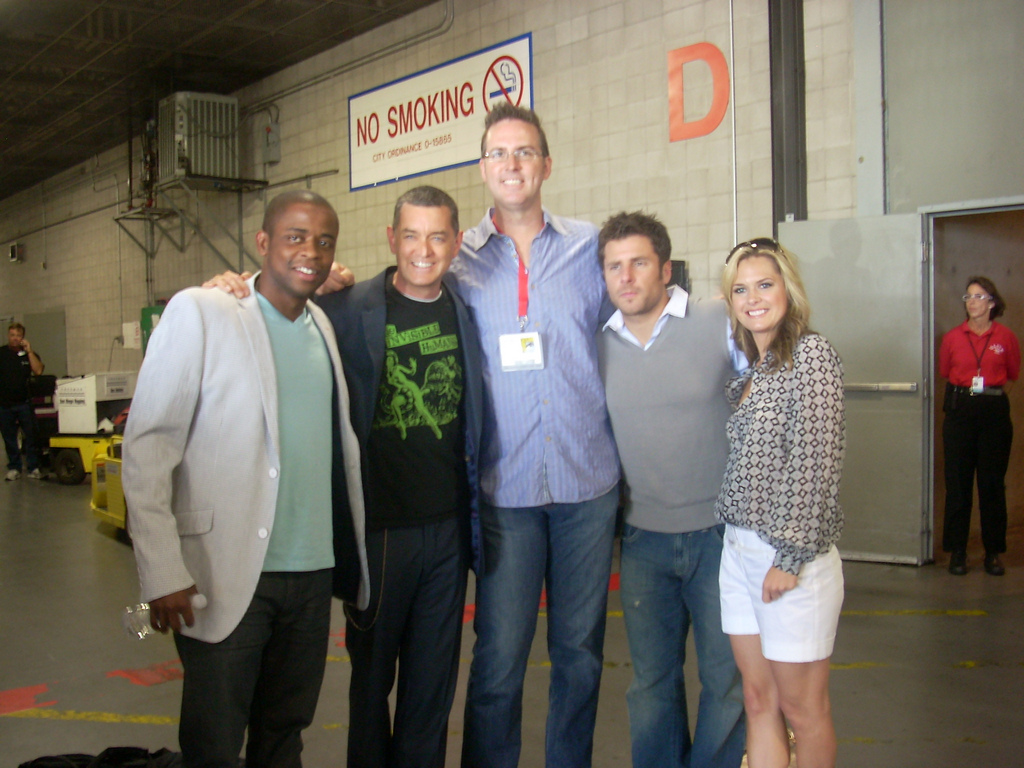
Steve Franks (al centro) assieme ai membri del cast di Psych.

Nativo del sud della California Steve Franks proviene da una famiglia di poliziotti da generazioni. Dopo aver preso un Bachelor alla University of California nel 1991 tentò inizialmente la carriera di musicista con la sua band: i "Friendly Indians". Dopo aver preso il diploma del dipartimento cinematografico della Loyola Marymount University, registrò in primo successo della sua carriera con la sceneggiatura di Big Daddy - Un papà speciale prodotto dalla Columbia Pictures e interpretato da Adam Sandler. Il film incassò più di 160 milioni di dollari.

### La carriera
Sfruttando il successo Franks si dedicò a film come l'action/comedy Skiptracer, prodotto dalla Sony Pictures e la trasposizione di Strega per amore come film TV, e dopo diversi anni passati come sceneggiatore per le serie di ABC, CBS e NBC creò una sua serie televisiva; da sempre fan di telefilm come Moonlighting e Magnum, P.I., cercò di dar vita a un serial che ne riprendesse i temi, ed assieme all'amico sceneggiatore Andy Berman realizzò il suo maggiore successo: Psych.

### IFriendly Indians
I "Friendly Indians" sono la band cofondata negli anni novanta da Franks (voce; chitarrista) assieme a Jason Barrett (batterista), Tim Meltreger (seconda voce; primo bassista) e Gizzy Jackson (secondo bassista). Pur non avendo raggiunto il successo internazionale, la band gode di una discreta fama nella Orange County ed ha pubblicato tre album: Greetings...From Lake Dolores (1996), Pure Genius (1999) e Tiny Badness (2000).
La loro canzone più famosa, I know, you know, è stata utilizzata come sigla per Psych sia in ritornello che in versione estesa.

## Vita privata
Franks risiede in California con la moglie, April McDonald, e i suoi due figli.

## Filmografia

### Sceneggiatore
- Big Daddy - Un papà speciale (Big Daddy), regia di Dennis Dugan (1999)
- Psych - serie TV (2006-2014)
- Psych: il musical (Psych: The Musical) - film TV, anche regista (2013)
- Psych: The Movie - film TV (2017)
- Psych 2: Lassie Come Home - film tv (2020)

### Produttore
- Psych - serie TV (2006-2014)
- Psych: il musical (Psych: The Musical), regia di Steve Franks – film TV (2013)
- Psych: The Movie - film TV (2017)
- Psych 2: Lassie Come Home - film tv (2020)

### Regista
- Psych - serie TV, 11 episodi (2006-2014)
- Psych: il musical (Psych: The Musical) - film TV (2013)
- Psych: The Movie - film TV (2017)
- Psych 2: Lassie Come Home - film tv (2020)